# Élections législatives de 1988 en Lozère
Les élections législatives françaises de 1988 se déroulent les 5 et 12 juin 1988. Dans le département de la Lozère, deux députés sont à élire dans le cadre de deux circonscriptions.

## Élus
| Circonscription | Député sortant        | Parti                 | Parti                 | Député élu ou réélu | Parti | Parti     |
| --------------- | --------------------- | --------------------- | --------------------- | ------------------- | ----- | --------- |
| 1re             | Scrutin proportionnel | Scrutin proportionnel | Scrutin proportionnel | Adrien Durand       |       | UDF (Rad) |
| 2e              | Scrutin proportionnel | Scrutin proportionnel | Scrutin proportionnel | Jacques Blanc       |       | UDF (PR)  |

## Positionnement des partis
L'UDF et le RPR se présentent unis sous l'étiquette « Union du Rassemblement et du Centre » tandis que les candidats du Parti socialiste se rangent sous la bannière de la « Majorité présidentielle pour la France unie », slogan de la campagne présidentielle de François Mitterrand.

## Résultats

### Résultats à l'échelle du département
| Parti          | Parti                               | Premier tour | Premier tour | Second tour | Second tour | Sièges |
| Parti          | Parti                               | Voix         | %            | Voix        | %           | Sièges |
| -------------- | ----------------------------------- | ------------ | ------------ | ----------- | ----------- | ------ |
|                | Union pour la démocratie française  | 20 293       | 48,90        | 11 427      | 50,66       | 2      |
|                | Divers droite                       | 4 525        | 10,90        | Retrait     | Retrait     | 0      |
|                | Union du Rassemblement et du Centre | 24 818       | 59,80        | 11 427      | 50,66       | 2      |
|                |                                     |              |              |             |             |        |
|                | Divers gauche (Maj. prés.)          | 7 466        | 17,99        | 11 128      | 49,34       | 0      |
|                | Parti socialiste                    | 4 113        | 9,91         |             |             | 0      |
|                | La France unie                      | 11 579       | 27,90        | 11 128      | 49,34       | 0      |
|                |                                     |              |              |             |             |        |
|                | Parti communiste français           | 2 984        | 7,19         |             |             | 0      |
|                | Front national                      | 2 122        | 5,11         | 0           |             |        |
|                |                                     |              |              |             |             |        |
| Inscrits       | Inscrits                            | 57 095       | 100,00       | 30 708      | 100,00      | 2      |
| Abstentions    | Abstentions                         | 14 654       | 25,67        | 7 494       | 24,4        |        |
| Votants        | Votants                             | 42 441       | 74,33        | 23 214      | 75,6        |        |
| Blancs et nuls | Blancs et nuls                      | 938          | 2,21         | 659         | 2,84        |        |
| Exprimés       | Exprimés                            | 41 503       | 97,79        | 22 555      | 97,16       |        |

### Résultats par circonscription

#### Première circonscription (Mende)
| Candidat       | Candidat                    | Parti                      | Premier tour | Premier tour | Second tour | Second tour |  |
| Candidat       | Candidat                    | Parti                      | Voix         | %            | Voix        | %           |  |
| -------------- | --------------------------- | -------------------------- | ------------ | ------------ | ----------- | ----------- |  |
|                | Jean-Claude Chazal          | Divers gauche (Maj. prés.) | 7 466        | 34,19        | 11 128      | 49,34       |  |
|                | Adrien Durand sortant réélu | UDF (Rad) (URC)            | 7 463        | 34,18        | 11 427      | 50,66       |  |
|                | Jean-Jacques Delmas         | Divers droite (PRV)        | 4 525        | 20,72        | Retrait     | Retrait     |  |
|                | Gérard Mersadier            | PCF                        | 1 477        | 6,76         |             |             |  |
|                | Antoine Goubert             | FN                         | 903          | 4,14         |             |             |  |
|                |                             |                            |              |              |             |             |  |
| Inscrits       | Inscrits                    | Inscrits                   | 30 656       | 100,00       | 30 708      | 100,00      |  |
| Abstentions    | Abstentions                 | Abstentions                | 8 455        | 27,58        | 7 494       | 24,4        |  |
| Votants        | Votants                     | Votants                    | 22 201       | 72,42        | 23 214      | 75,6        |  |
| Blancs et nuls | Blancs et nuls              | Blancs et nuls             | 367          | 1,65         | 659         | 2,84        |  |
| Exprimés       | Exprimés                    | Exprimés                   | 21 834       | 98,35        | 22 555      | 97,16       |  |

#### Deuxième circonscription (Marvejols)
|                | Jacques Blanc sortant réélu | UDF (PR) (URC) | 12 830 | 65,23  |  |  |  |
|                | Robert Sicard               | PS             | 4 113  | 20,91  |  |  |  |
|                | Guy Galvier                 | PCF            | 1 507  | 7,66   |  |  |  |
|                | Alain Mathiot               | FN             | 1 219  | 6,2    |  |  |  |
|                |                             |                |        |        |  |  |  |
| Inscrits       | Inscrits                    | Inscrits       | 26 439 | 100,00 |  |  |  |
| Abstentions    | Abstentions                 | Abstentions    | 6 199  | 23,45  |  |  |  |
| Votants        | Votants                     | Votants        | 20 240 | 76,55  |  |  |  |
| Blancs et nuls | Blancs et nuls              | Blancs et nuls | 571    | 2,82   |  |  |  |
| Exprimés       | Exprimés                    | Exprimés       | 19 669 | 97,18  |  |  |  |

## Rappel des résultats départementaux desélections de 1986
|                |              |             |            |            |          |
| 1re (Mende)    | 55,13 13 284 | 33,92 8 172 | 5,29 1 275 | 4,91 1 184 | 0,75 180 |
| 2e (Marvejols) | 65,48 14 008 | 23,64 5 058 | 6,36 1 361 | 3,66 782   | 0,86 185 |